# یواس‌اس ویرجینیا (۱۸۶۱)
یواس‌اس ویرجینیا (۱۸۶۱) (به انگلیسی: USS Virginia (1861)) یک کشتی بود که طول آن 170' بود. این کشتی در سال ۱۸۶۱ ساخته شد.